# Neu-Isenburg (stacja kolejowa)
Neu-Isenburg – stacja kolejowa w Neu-Isenburg, w kraju związkowym Hesja, w Niemczech. Znajdują się tu 2 perony.